# إيمانويل دي مولينو هيوليت
إيمانويل دي مولينو هيوليت (15 نوفمبر 1850 - 19 سبتمبر 1929) كان محاميًا وقاضيًا وناشطًا في مجال الحقوق المدنية الأمريكية. كان من بين الأمريكيين الأفارقة الأوائل الذين قُبلوا في جماعة المحامين في المحكمة العليا للولايات المتحدة، في عام 1883، وكان من أول من رفع القضايا أمام المحكمة العليا. شغل منصب قاضي الصلح في واشنطن العاصمة من عام 1890 إلى عام 1906.

## حياته السابقة

### الخلفية العائلية
ولد هيوليت في بروكلين، نيويورك، في 15 نوفمبر 1850، ابن آرون مولينو هيوليت (نحو 1821 - 6 ديسمبر 1871) وفرجينيا جوزفين مولينو هيوليت (الاسم قبل الزواج لويس، 1821 - 1882). كان لديه شقيقتان، فيرجينيا ليند وآرونيلا، وشقيقان، آرون وبول، ممثل شكسبيري قدم عرضًا تحت اسم «بول مولينو».
كان آرون وفيرجينيا هيوليت جزءًا من حركة الثقافة البدنية في القرن التاسع عشر. في عام 1854، افتتح آرون هيوليت، الذي عمل سابقًا حلاقًا وعتالًا، مدرسة ملاكمة تسمى مولينو هاوس في بروكلين. في العام التالي، انتقلت العائلة إلى ووستر، ماساتشوستس، حيث افتتح صالة للألعاب الرياضية الشعبية. أدت هذه الخطوة إلى تعيينه في عام 1859 كأول مدير لصالة الألعاب الرياضية الجديدة في كلية هارفارد، حيث عمل لمدة أربعة عشر عامًا كمدرب في الجمباز، والبيسبول، والتجديف، والملاكمة، وتدريب الفرق الرياضية، وإدارة معدات الصالة الرياضية. كانت فيرجينيا هيوليت مدربة جمباز عقدت دورات للسيدات. أدارا صالة للألعاب الرياضية في كامبريدج معًا بالإضافة إلى عمل آرون في هارفارد.
كان آرون هيوليت ناشطًا في الكفاح من أجل الحقوق المدنية للأميركيين الأفارقة في ماساتشوستس، متحديًا التمييز غير القانوني في الأماكن العامة ودعم بدائل المؤسسات التمييزية. في أبريل 1866، بعد أن أجبره موظفو مسرح بوسطن وإحدى بناته على الجلوس في الشرفة على الرغم من أنهم اشتروا تذاكر مقاعد في الباركيه، قدم التماسًا لإجراء تغييرات على قانون مكافحة التمييز في ماساتشوستس، على أساس أن القانون الحالي لا يعمل بشكل واضح. بعد ذلك بعامين كان جزءًا من مجموعة من عشرين شخصًا تقدموا بالتماس لإلغاء ترخيص حلبة تزلج في كامبريدج على أساس التمييز غير القانوني. في عام 1868 أيضًا، كان جزءًا من مجموعة أسست جمعية كامبريدج للأراضي والبناء، وهي منظمة تشكلت لتقدم قروض للأميركيين الأفارقة الذين لم يتمكنوا من الحصول على خدمة من البنوك التي يديرها البيض.

### التعليم
التحق هيوليت بمدارس كامبريدج العامة وتخرج من مدرسة كامبردج الثانوية. ثم درس في كلية الحقوق بجامعة بوسطن، وأصبح أول خريج أسود في عام 1877.

## مهنته القانونية
مارس هيوليت المحاماة في بوسطن من عام 1877 إلى عام 1880، ثم انتقل إلى واشنطن العاصمة. في عام 1883 قُبل في جماعة المحامين في محكمة المطالبات بالولايات المتحدة وجماعة المحامين في المحكمة العليا بالولايات المتحدة.
في عام 1890، عين الرئيس بنيامين هاريسون هيوليت قاضيًا للسلام في مقاطعة كولومبيا. أعاد تعيينه الرؤساء كليفلاند وماكينلي وثيودور روزفلت لمدة ستة عشر عامًا في الخدمة. ترأس قاضي صلح «محكمة الفقراء» ذات الاختصاص المحدود بالقضايا المدنية التي تنطوي على أقل من 300 دولار. ومع ذلك، كان هذا بمثابة تعيين مرموق لمحامي أسود. في عام 1906، عندما قُلل عدد قضاة الصلح من عشرة إلى ستة، لم يعيد الرئيس روزفلت تعيين هيوليت. جادل البعض في الصحافة الأمريكية من أصل أفريقي بأن هذا كان قرارًا سياسيًا على أعلى مستوى، ويتضمن ضغطًا من قبل الزعيم الوطني الأسود بوكر تي واشنطن لصالح قاضي السلام الأسود الآخر في واشنطن، روبرت تيريل.